# Roman Woźniak (1903–1963)
Roman Woźniak (ur. 23 lutego 1903 w Hucie Majdan, zm. 12 marca 1963) – polski działacz partyjny i państwowy, hutnik, starosta bielski, przewodniczący Prezydium Miejskiej Rady Narodowej w Białymstoku (1953–1956).

## Życiorys
Ukończył szkołę podstawową. W wieku 10 lat podjął pracę w miejscowej hucie szkła ze względu na sytuację rodzinną. W 1921 uczestniczył w III powstaniu śląskim, a w latach 1924–1925 odbył służbę wojskową w 72 Pułku Piechoty w Radomiu. Kontynuował pracę w zawodzie hutnika, od 1934 zatrudniony w hucie szkła w Białymstoku, od 1939 do 1941 kierował tamtejszą radą zakładową. Działał w Związku Zawodowego Pracowników Przemysłu Szklanego. Ze względu na działalność komunistyczną podczas II wojny światowej ukrywał się przed Niemcami.
W lipcu lub sierpniu 1944 wstąpił do Polskiej Partii Robotniczej w Białymstoku, później dołączył wraz z nią do Polskiej Zjednoczonej Partii Robotniczej. Od 1944 organizował starostwo powiatu bielskiego i zajmował stanowisko starosty, pod koniec 1948 przeszedł do pracy jako naczelnik Wydziału Społeczno-Politycznego Urzędu Wojewódzkiego w Białymstoku. W 1950 został przewodniczącym Okręgowej Rady Związków Zawodowych w tym mieście oraz członkiem egzekutywy Komitetu Wojewódzkiego PZPR w Białymstoku. W kolejnym roku został kierownikiem Wydziału Ekonomicznego KW PZPR w Białymstoku, a we wrześniu 1953 objął stanowisko przewodniczącego Prezydium Miejskiej Rady Narodowej tamże. We wrześniu 1956 zrezygnował z funkcji ze względu na stan zdrowia, przechodząc na rentę. Pod koniec życia działał w Miejskiej Komisji Kontroli Partyjnej PZPR.
Został pochowany na cmentarzu miejskim przy ul. Wysockiego w Białymstoku.